# 埃费尔德
埃费尔德（德語：Effelder）是德国图林根州的市镇，隶属于艾希斯费尔德县。总面积为10.92平方千米，截至2023年12月31日总人口为1,200人。